# نيبويشا بافلوفيتش
نيبويشا بافلوفيتش هو لاعب كرة قدم صربي في مركز الوسط، ولد في 9 أبريل 1981 في بلغراد في صربيا. لعب مع راد بيوغراد ونادي تشوكاريتشكي ونادي غينت ونادي كورتريك ونادي لوكيرين.

## وصلات خارجية
- نيبويشا بافلوفيتش على موقع قاعدة بيانات كرة القدم.إي يو (الإنجليزية)
- نيبويشا بافلوفيتش على موقع عالم كرة القدم.نت (الإنجليزية)